# NFT 아트

## 개념/정의[1]

### NFT아트

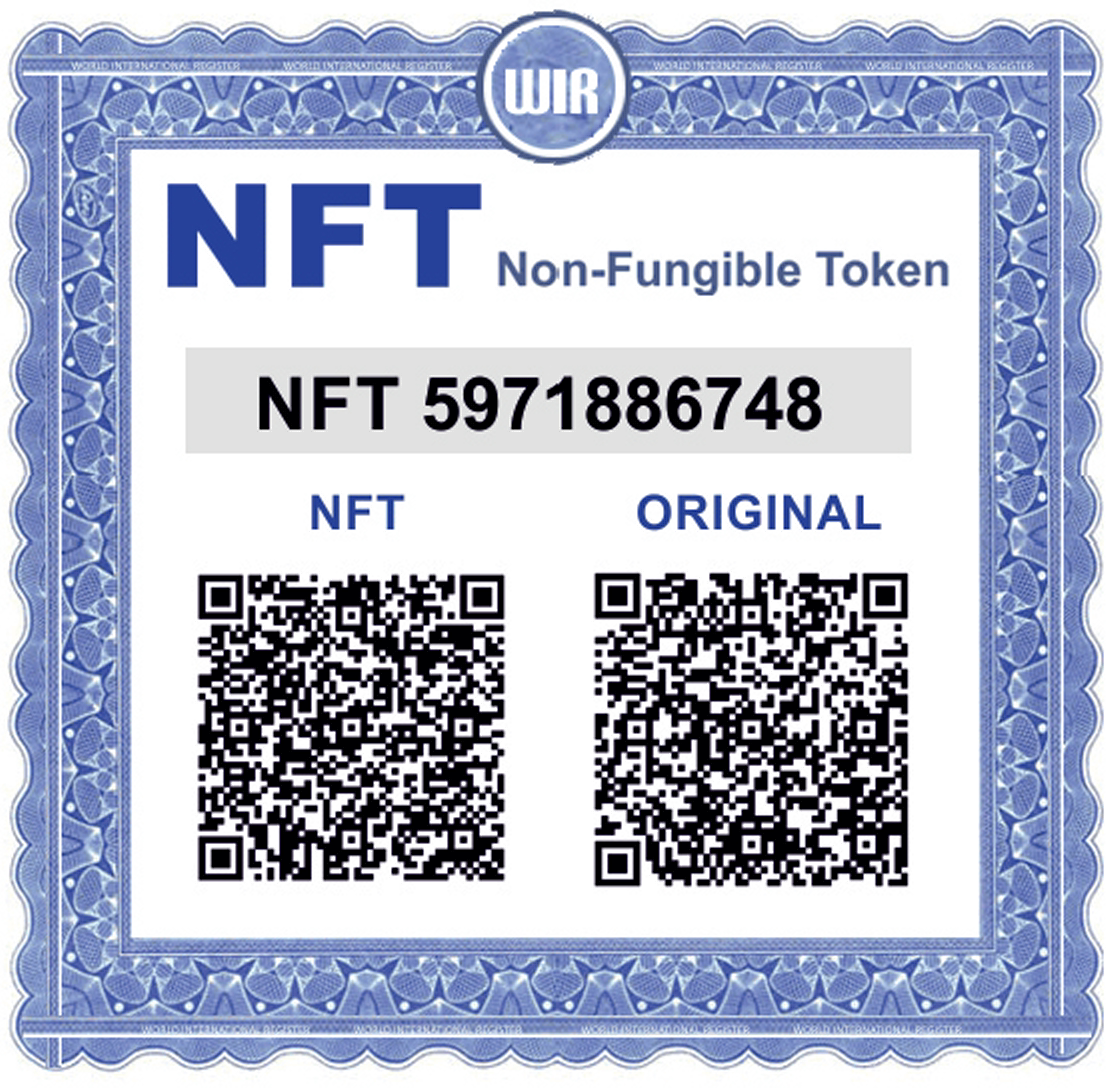
NFT

- NFTNFT(대체 불가능한 토큰/Non-Fungible Token)과 아트(Art)의 합성어로, 실물로 존재하는 예술 작품이 아닌 미술 작품의 증명서 (토큰)로서 존재하는 작품을 일컫는다. '디지털 진품 증명서'라고 불리기도 한다.

## 특징

#### (1) 장점

##### 비용절약
- 우리는 돈, 물건, 예술품을 거래할 때 공증을 받을 수 있고 누구나 인정할 수 있도록 거래 기록을 적는다. 입금 명세서나 작품 구매를 증명 할 수 있는 증명서를 발급하는 것이 그 예인데 이 과정에서 많은 인력과 비용이 발생하며, 일반인에게는 그 절차가 복잡하고 어려울 수 있다. 그러나 NFT를 이용하면 빠르고 안전하며 정확하고 신뢰성있는 증명서를 취득하면서도 비용이 거의 들지 않는다.

###### 아트시장의 진입 장벽 완화
- 위계질서가 강한 기존의 예술시장의 첫 진입은 신인 아티스트들에게 어려움이 많았으나, 예술 시장의 흐름이 온라인으로 이동하며 온라인에서 작품을 전시하거나 판매하는 등 예술 시장에 쉽게 진입 할 수 있게 되었다.

###### 공정한 작품 평가
- 소수 전문가들의 평가에 의해 작품의 가치가 평가되었던 전통적인 예술 시장과는 달리 온라인에 공개적으로 작품을 선보이며 대중과 소비자들의 시선으로 공정한 작품 평가가 가능해졌다.

###### 불평등한 분배 구조 개선
- 첫 거래 수익 전달 이후 재판매에 대해서는 작품 가격이 상승해도 아티스트에게 이익이 돌아가지 않았던 기존의 불평등한 구조의 예술시장과는 달리 NFT아트는 블록체인 기술인 스마트 컨트랙트를 통해 작품이 재거래 될 때마다 아티스트에게 로열티가 지급된다.

#### 불안정한 수익
- 미술품의 경우 평균 보유기간이 1~2년이고, 상당한 기간이 경과하지 않으면 수익을 올릴 수 없다. 또한 투자자가 늘어나게 되면 수익률이 낮아지기도 한다.

#### 정보의 비대칭성
- 또한 플랫폼은 자산구매관련 투자자 정보를 알 수 없을 뿐 아니라 산정기준 등 세부적인 정보가 비공개되기 때문에 정보의 비대칭성이 존재한다. 자본시장법상 금융업체로 등록한 곳이 거의 없기 때문에 사고발생 시 투자자 보호가 어렵다는 점도 간과해서는 안 된다.

#### 사기가능성
- NFT 아트 시장의 확대는 사기꾼들이 피해자들로부터 암호화와 JPEG를 몰래 빼내 악용할 수 있는 기회를 만들기도 했다.
- 세계 최대 NFT 마켓플레이스로 매달 수십억 건의 거래를 기록하고 있는 오픈씨(Opensea)가 지난 2월 해커의 피싱공격으로 지루한 원숭이와 돌연변이 원숭이를 비롯한 여러 인기 있는 NFT 컬렉션을 도난당해 200만 달러 상당의 피해를 입은 것이 대표적인 예다[2]

## 유형

#### 제너레이티브 아트
- 생성형 AI를 사용한 작품이 그 예이다

#### 콜렉션 혹은 프로젝트
- BAYC
- 크립토펑크
- 퍼지펭귄

*구분 기준은 NFT 시장에서 통용되는 유형(플랫폼 기준)에 따름

## 현황

### NFT 아트 시장

#### 1. 공동 구매 및 소유
NFT아트는 실물로 존재하는 게 아니라 미술 작품의 증명서(토큰)이기 때문에 증명서를 나눠 갖는 방식으로 공동 구매, 즉 조각 투자가 가능하다. 고가의 작품이거나 구매 수요가 많은 작품의 경우, 구역을 잘게 쪼갠 모서리 하나만 구매하는 방식으로 작품을 소유할 수 있다. 예를 들어, 혼자서는 레오나르도 다빈치의 역작인 ‘모나리자’를 구매할 수 없지만 NFT아트 형태라면 1만원으로 모나리자 그림의 일부를 소유할 수 있다. 그래서 NFT아트 중에서도 조각 투자가 가능한 상품의 거래가 활발하고, 가격대도 저렴하다. 다만 분할 거래가 활발할수록 해당 NFT아트의 가격대는 천차만별로 변화할 수 있어 실제 가치를 분별하기는 어렵다.

#### 2. 경매
NFT미술품은 암호화폐가 있어야 하며 거래 할때 암호화폐 거래소를 이용해야 한다. 암호화폐의 가장 대표적인 거래소인 업비트 NFT Beta를 통해 경매 및 판매가 진행되는 작품을 만날 수 있다.

#### 3. MZ세대 재태크 수단
코로나로 인해 사람들의 활동이 크게 줄었던 2021년 미술시장에서는 역대급 규모의 거래가 이루어졌다. 특히 NFT 디지털 아트의 개념이 생겨나며 재태크에 관심을 갖고 있는 MZ세대들이 암호화폐와 비슷한 개념으로 NFT디키털 아트를 이용한 재태크에 뛰어들었다.

## NFT 아트 사례

### Nyan Cat
한때 밈으로 대유행했던 Nyan Cat은 누구나 쉽게 이미지를 구할 수 있다. 그래서 이 자체로는 높은 가치를 부여하지 못한다. 여기에 최초라는 수식어가 붙으면 가치가 발생한다.Nyan Cat의 원본이 시장에 나왔고 두바이에서 활동하는 음악 스튜디오인 3F 뮤직이 2021년에 당시 금액으로 6억원에 경매에서 낙찰 받았다.

### Everydays: The First 5000 Days (Beeple)
2021년 3월 크리스트 온라인 경매에서 디지털 아트 작가인 Beeple이 1일 1작품 프로젝트로 5천 일 동안 매일 만든 디지털 아트 작품 5천 작품을 압축하여 만든 작품이다. 6,935만 달러에 낙찰 되었으며, 약 918억원 정도이다.

### BYAC 지루한 원숭이 요트 클럽
1만 개의 NFT로 만든 원숭이 캐릭터 이미지, 모든 원숭이들의 표정과 액세서리 및 옷이 다르다. 이 1만개의 원숭이 이미지는 프로그램을 이용해서 우연으로 만든 이미지이며, 랜덤으로 생성하는 우연성이 작품의 가치를 더 높인다. BYAC는 최근 NFT미술품을 경매로 구매하면 소유권과 함께 저작권까지 주는 방법을 시도하고 있다. 저작권까지 제공하면서 NFT미술품을 2차 창작은 물론 다양한 제품으로 만들어서 수익을 낼 수 있다.
| 작품이름                                 | 작품 이미지 |
| ---------------------------------------- | ----------- |
| Nyan Cat                                 |             |
| Everydays : The First 5000 Days (Beeple) |             |
| BYAC 지루한 원숭이 요트 클럽             |             |